# Kukeri

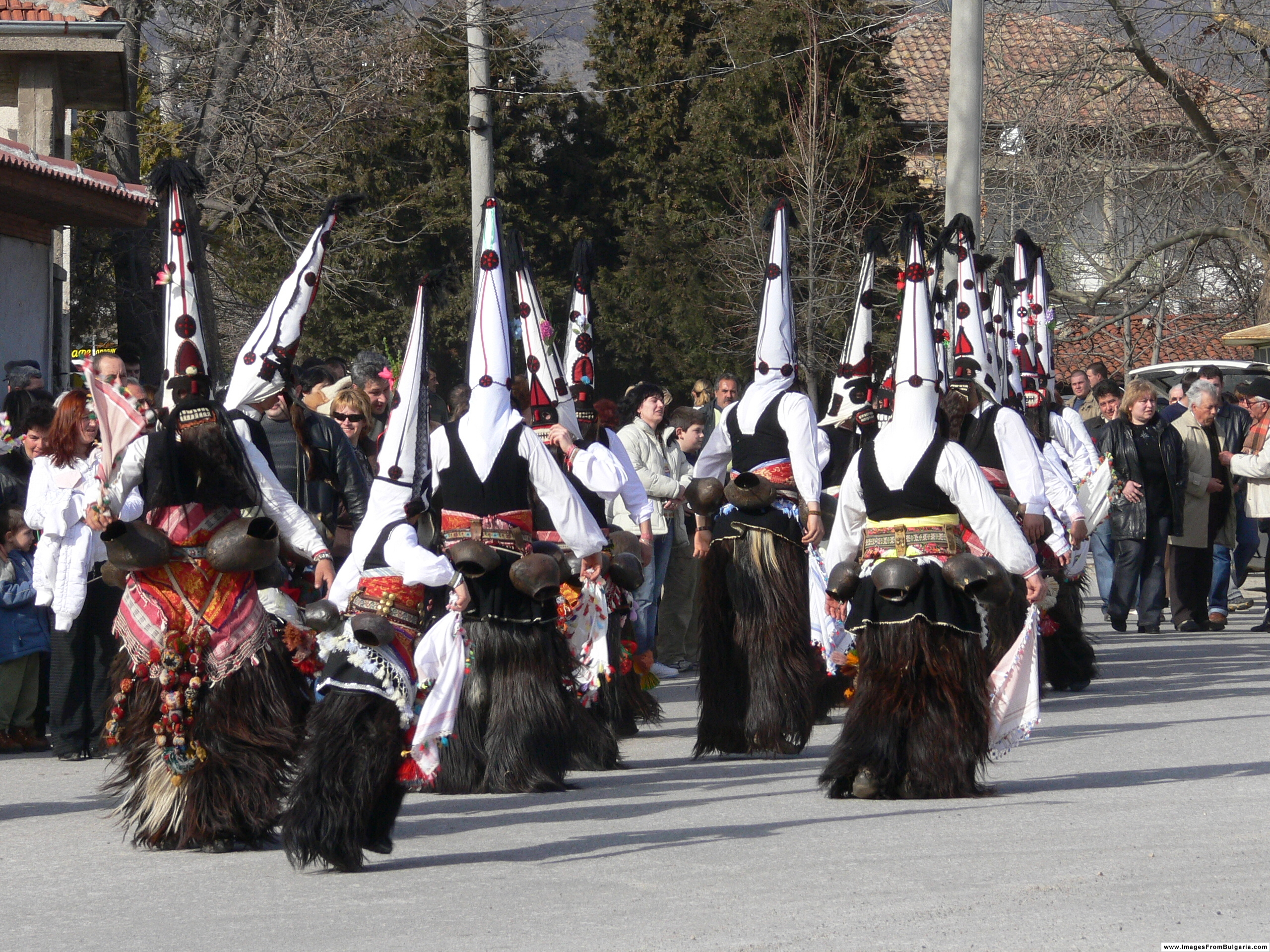
Kukeri de la regió de Karlovo

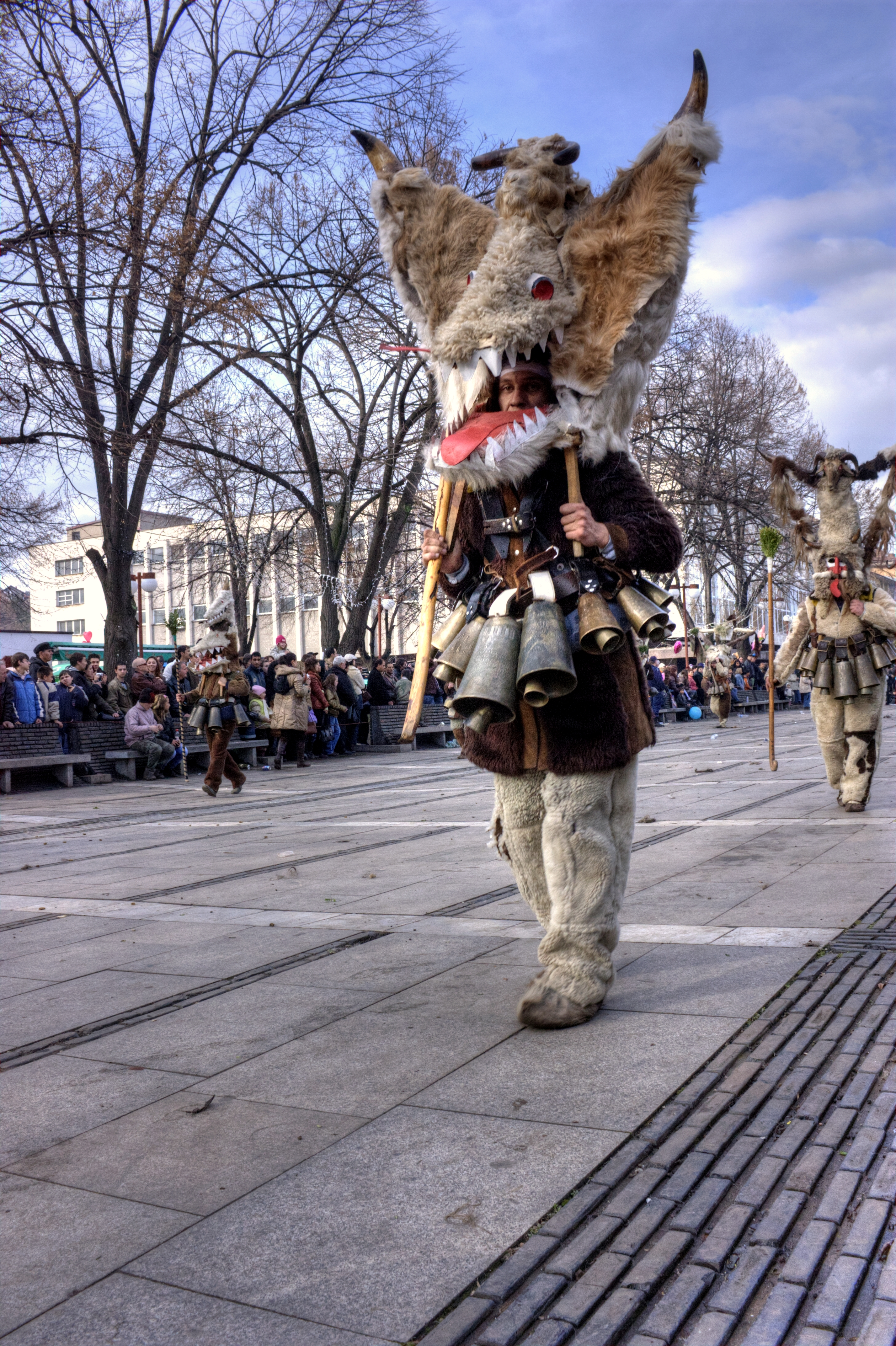
Un Kuker a Pernik

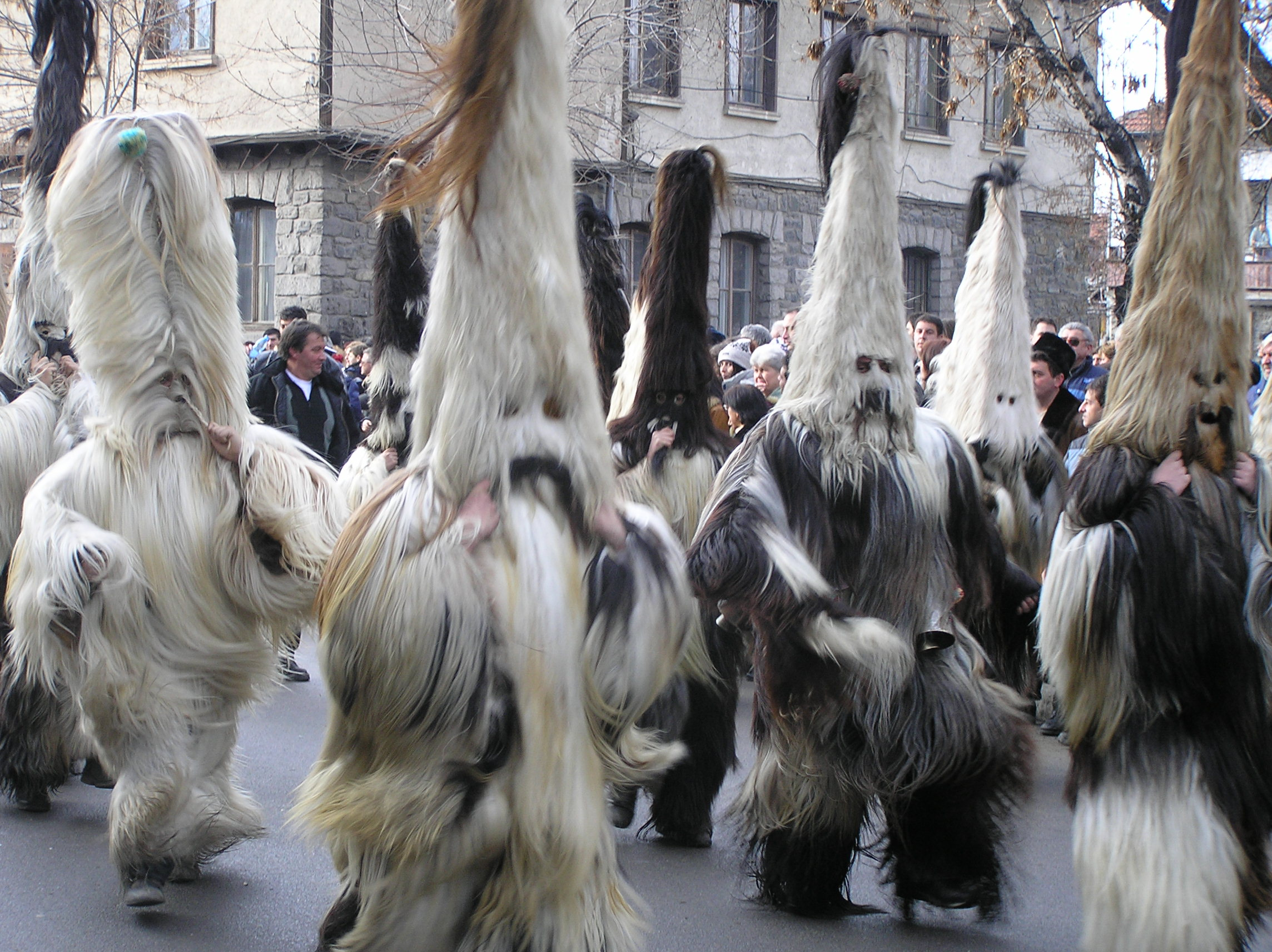
Kukeri a Razlog

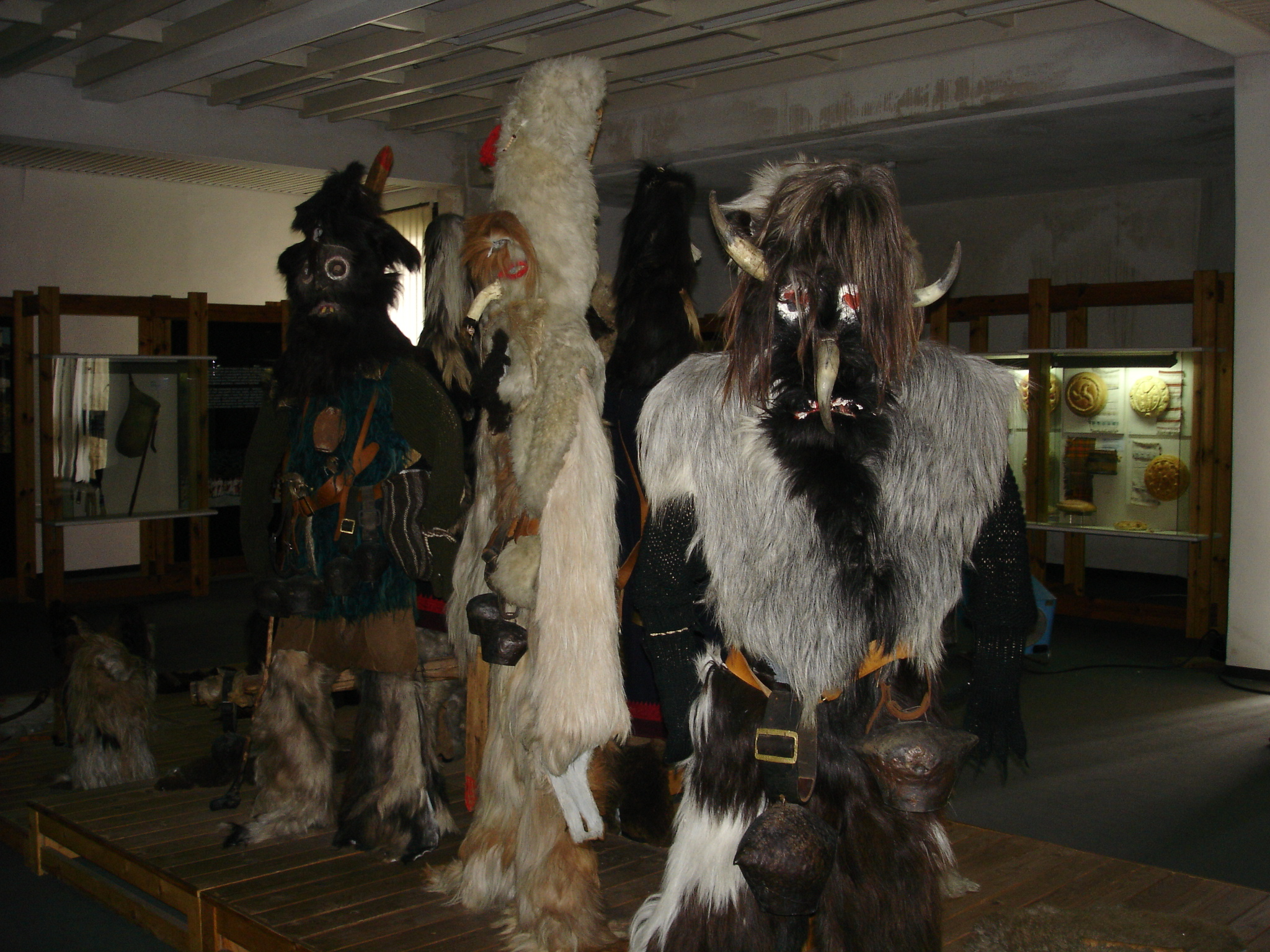
Kukeri de Smolyan

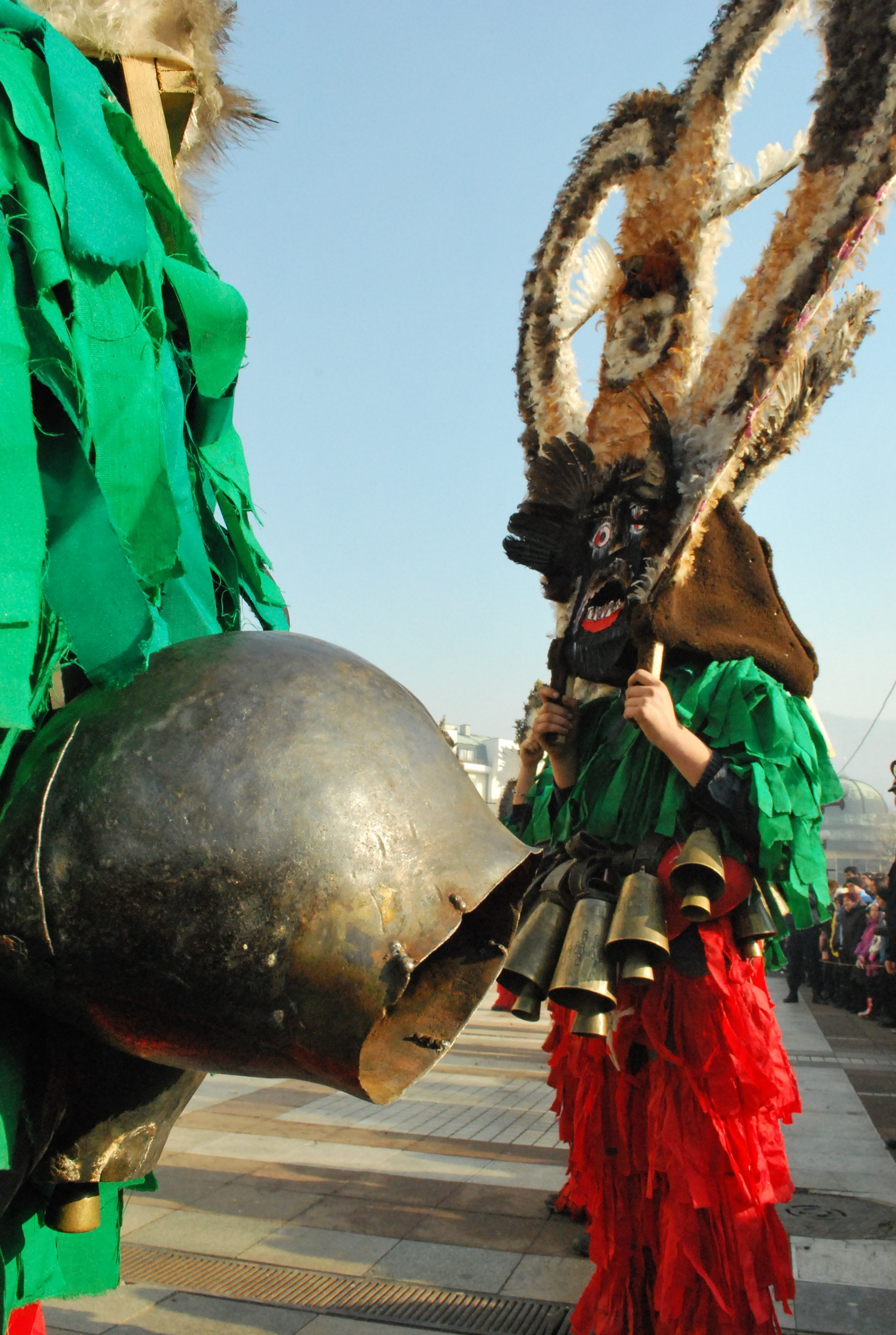
Kukeri de Blagoevgrad

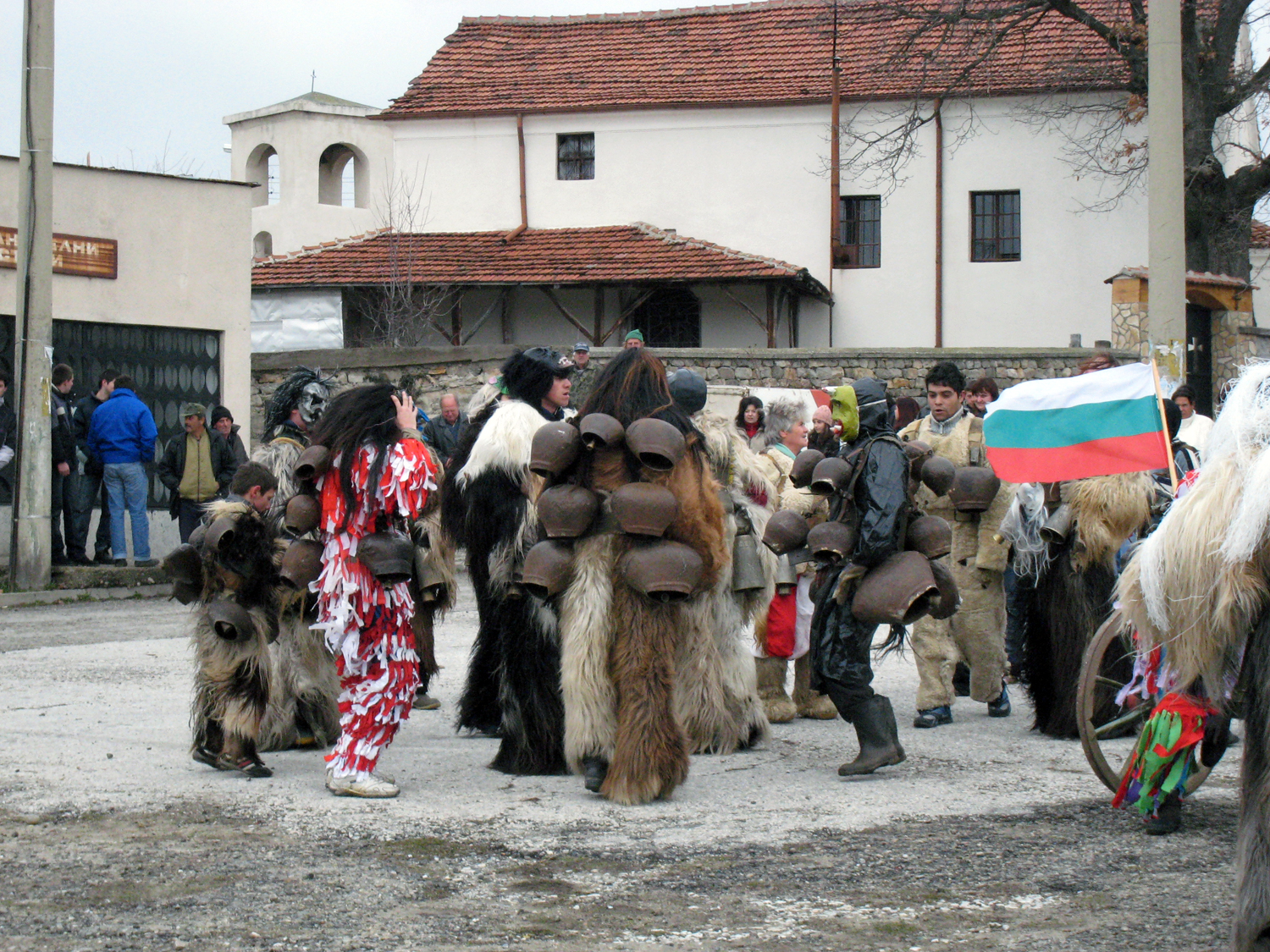
Kukeri de Gorna Vasilitsa, província de Sofia.

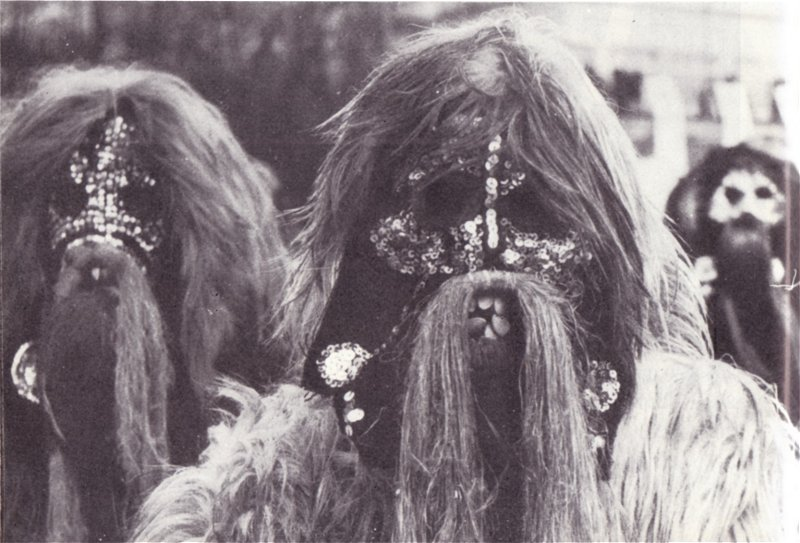
Màscares kukeri del poble de Zidarovo, Bourgas

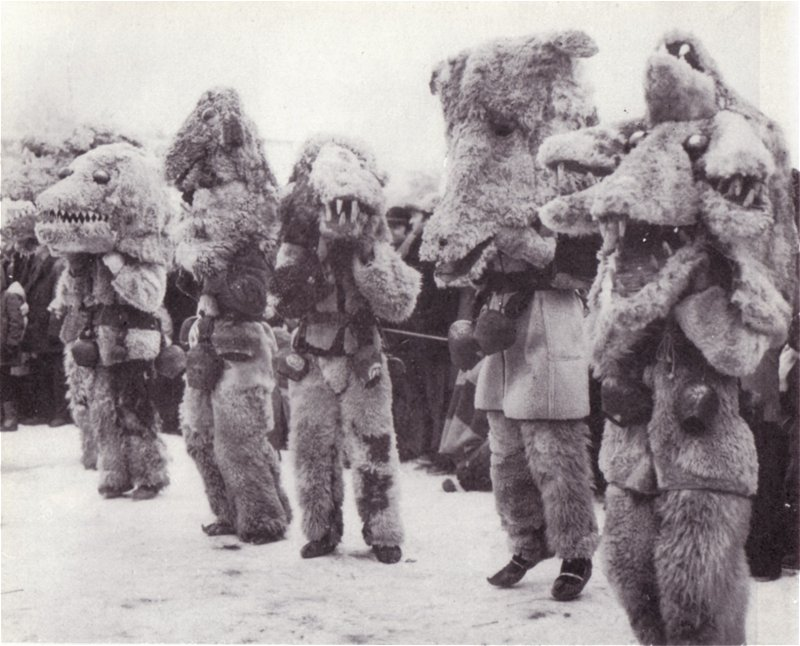
Máscares kukeri de Pernik, vila propera a Sofia.

Els Kukeri (en búlgar: кукери; singular: kuker, кукер), són un personatges divíns vestits amb pells, peluts i ornats de manera molt elaborada pròpia de la mitologia de Bulgària que, mitjançant uns rituals tradicionals, que tenen lloc una vegada a l'any, pretenen espantar i fer fora els esperits de mal. Tenen relació amb altres tradicions similars que es poden trobar al llarg dels Balcans i de Grècia (incloent-hi la Romania i la Regió del Pont).

## Etimologia
El terme kuker podria derivar del terme *kuka (que significaria "esperit de mal"), del teòric proto-eslau, amb el sufix -unřь (que significaria "empaitador dels esperits del mal"), o bé d'una divinitat pre-eslava, anomenada Kuk.
Una altra teoria suggereix que el nom kuker derivaria del llatí cuculla, que significa "capot" o "barret·, o bé de cucurum, que significa "buirac" (en el sentit d'un contenidor, una abreviatura de koukouros geros), malgrat que es creu que la pràctica dels kukeri precedeix al temps dels romans en diversos segles.
Les figures equivalents a aquests personatges, a la Tràcia greco-parlant, són els Kalogeros (porta-varetes), també escurçat a cuci; a l'antiga Iugoslàvia també coneguts com didici; a Bulgària com a kukeri o babushar; com a momogeros a l'Anatòlia Pòntica; com babari o mechkari a la Macedònia. A Romania, aquesta figura sovint apareix acompanyat d'una cabra i és conegut com a capra, turca o brezaia.

## Indumentària
Els vestits de pells cobreixen la major part del cos de l'individus i inclouen màscares d'animals de fusta decorada (sovint bifacials) i amb grans esquelles cenyides a la cintura.

## Ritual
Al voltant d'Any Nou i abans de Quaresma, el kukeri passegen i ballen pels pobles per espantar i foragitar els esperits de mal, amb els seus vestits i el so de les seves esquelles. Es creu que també proporcionen una bona collita i que aporten salut i felicitat al poble durant tot l'any. Els kukeri fan una visita tradicional a les cases dels pobles que visiten, i ho fan a la nit, de manera que el sol no els pugui sorprendre a mig camí. Després de desfilar al voltant del poble, normalment, es reuneixen a la plaça del poble per acabar ballant de manera salvatge i divertint a les persones que els acompanyen. Els rituals dels Kukeri varien a cada regió però en bona part mantenen la mateixa essència.

## Distribució
Aquesta tradició dels kukeri s'acostuma a relacionar amb els cultes tracis al déu Dionís. i rituals similars poden trobar-se en molts llocs de la regió dels Balcans.

## El déuKuker
El déu Kuker és una divinitat que personifica la fertilitat. De vegades, a Bulgària i a Sèrbia és una divinitat plural. A Bulgària, una espectacle ritual de primavera (una mena de carnaval) té lloc després d'un teatre folklòric on el rol de Kuker és interpretat per un home vestit amb pell d'ovella o de cabra, portant una màscara banyuda i cenyit amb un fal·lus de fusta gran. Durant el ritual, són interpretats diversos actes fisiològics, incloent-hi l'acte sexual, com a símbol del matrimoni sagrat dels déus, mentre el la muller simbòlica, que apareix embarassada, simula els dolors del part. Aquest ritual inaugura els treballs dels camps (llaurada, sembra) i és dut a terme amb la participació de nombrosos personatges al·legòrics, entre els quals hi ha l'Emperador i el seu seguici.

## ElsKukerials mitjans de comunicació
Els Kukeri o els Guerrers Kuker apareixen també com representats com uns dels personatges principals de la sèrie de fantasia animada titulada The Golden Apple, desenvolupada per l'Studio Zmei. A la sèrie, els joves germans Bran i Vlad són entrenats com a guerrers Kuker per lluitar contra esperits de mal, però ells han de qüestionar què han estat aprenent quan són forçats a col·laborar amb el mig-esperit Vihra i amb l'esperit samodiva Tina, per tal de protegir el seu món.
El Kuker també és representat en el vídeo de la cançó "Fish on" del grup de música de metall industrial anomenada Lindemann, i a la pel·lícula Toni Erdmann, que va dirigir Maren Ade.